# One New York Night
One New York Night is een Amerikaanse filmkomedie uit 1935 onder regie van Jack Conway. In Nederland werd de film destijds uitgebracht onder de titel Nacht in New York.

## Verhaal
Foxhall Ridgeway arriveert in een hotel in New York. In de kamer naast de zijne is toevallig een moord gebeurd. Hij lost de zaak op met hulp van Phoebe, de telefoniste van het hotel. Hij maakt ook kennis met gravin Louise Broussiloff, die enkele spullen heeft achtergelaten in de hotelkamer en dat bewijsmateriaal graag terug wil hebben.

## Rolverdeling
| Acteur           | Personage                 |
| ---------------- | ------------------------- |
| Franchot Tone    | Foxhall Ridgeway          |
| Una Merkel       | Phoebe                    |
| Conrad Nagel     | Kent                      |
| Harvey Stephens  | Collis                    |
| Steffi Duna      | Gravin Louise Broussiloff |
| Charles Starrett | George Sheridan           |
| Louise Henry     | Ermine                    |
| Tom Dugan        | Selby                     |
| Harold Huber     | Blake                     |
| Henry Kolker     | Arthur Carlisle           |